# Meddewade
Meddewade är en kommun (Gemeinde) i Kreis Stormarn i förbundslandet Schleswig-Holstein i norra Tyskland. Den är en förort till Hamburg och har cirka 900 invånare. Kommunen ligger vid motorvägen A1.
Kommunen ingår i kommunalförbundet Amt Bad Oldesloe-Land tillsammans med ytterligare åtta kommuner.